# Río Pico (Chubut)
Río Pico est une localité argentine, située dans le département de Tehuelches, en province de Chubut.
Ses coordonnées géographiques sont 44° 10′ 52″ S, 71° 22′ 12″ O.
Son altitude est de 602'000 mètres.

## Population
Sa population était de 1.055 habitants en 2001, ce qui représentait un accroissement de
11,3 % en dix ans.

## Toponymie
La ville a reçu le nom de l'ingénieur Octavio Pico Burgess (1837-1892), en l'honneur de son travail en tant qu'expert dans le conflit limitrophe entre l'Argentine et le Chili, à la fin du XIXe siècle.